# John Beaton
John Beaton (Motherwell, 9 januari 1982) is een Schots voetbalscheidsrechter. Hij trad in 2012 in dienst bij de FIFA en UEFA. Ook leidt hij sinds 2009 wedstrijden in de Scottish Premier League.
Op 5 juli 2012 maakte Beaton zijn debuut in Europees verband tijdens een wedstrijd tussen IF Elfsborg en Floriana in de voorronde van UEFA Europa League; het eindigde in 8–0 voor Elfsborg en de Schotse scheidsrechter gaf drie gele kaarten en één directe rode kaart. Zijn eerste interland floot hij op 10 oktober 2016, toen Andorra met 1–2 verloor van Zwitserland. Tijdens dit duel gaf Beaton vijf gele kaarten.

## Interlands
| Datum             | Plaats                    | Wedstrijd                  | Uitslag | Competitie             | Kreeg geel | Kreeg voor de tweede keer geel en dus rood | Weggestuurd |
| ----------------- | ------------------------- | -------------------------- | ------- | ---------------------- | ---------- | ------------------------------------------ | ----------- |
| 10 oktober 2016   | Andorra la Vella, Andorra | Andorra – Zwitserland      | 1 – 2   | WK 2018 kwalificatie   | 5          | 0                                          | 0           |
| 9 juni 2017       | Tallinn, Estland          | Estland – België           | 0 – 2   | WK 2018 kwalificatie   | 1          | 0                                          | 1           |
| 27 maart 2018     | Aalborg, Denemarken       | Denemarken – Chili         | 0 – 0   | Vriendschappelijk      | 2          | 0                                          | 0           |
| 16 oktober 2018   | Oslo, Noorwegen           | Noorwegen – Bulgarije      | 1 – 0   | Nations League 2018/19 | 7          | 0                                          | 0           |
| 11 juni 2019      | Bakoe, Azerbeidzjan       | Azerbeidzjan – Slowakije   | 1 – 5   | EK 2020 kwalificatie   | 1          | 0                                          | 0           |
| 11 oktober 2020   | Zagreb, Kroatië           | Kroatië – Zweden           | 2 – 1   | Nations League 2020/21 | 3          | 0                                          | 0           |
| 5 september 2021  | Sofia, Bulgarije          | Bulgarije – Litouwen       | 1 – 0   | WK 2022 kwalificatie   | 4          | 0                                          | 1           |
| 12 november 2021  | Andorra la Vella, Andorra | Andorra – Polen            | 1 – 4   | WK 2022 kwalificatie   | 5          | 0                                          | 1           |
| 5 juni 2022       | Pristina, Kosovo          | Kosovo – Griekenland       | 0 – 1   | Nations League 2022/23 | 4          | 1                                          | 1           |
| 20 juni 2023      | Tallinn, Estland          | Estland – België           | 0 – 3   | EK 2024 kwalificatie   | 5          | 0                                          | 0           |
| 10 september 2024 | Praag, Tsjechië           | Tsjechië – Oekraïne        | 3 – 2   | Nations League 2024/25 | 7          | 0                                          | 0           |
| 16 november 2024  | Qəbələ, Azerbeidzjan      | Azerbeidzjan – Estland     | 0 – 0   | Nations League 2024/25 | 6          | 0                                          | 0           |
| 25 maart 2025     | Vaduz, Liechtenstein      | Liechtenstein – Kazachstan | 0 – 2   | WK 2026 kwalificatie   | 2          | 0                                          | 0           |

Laatst bijgewerkt op 27 maart 2025.